# يانسي ميديروس
يانسي ميديروس جونيور (بالإنجليزية: Yancy Medeiros Jr.؛ مواليد 7 سبتمبر 1987) هو مقاتل فنون قتالية مختلطة أمريكي. يُنافس حاليا في فئة الوزن الخفيف في بيلاتور.

## سجل فنون القتال المختلطة
| السجل المهني |        |         |
| 26 نزال      | 16 فوز | 8 خسارة |
| ضربة قاضية   | 8      | 4       |
| إخضاع        | 4      | 1       |
| قرار القضاة  | 4      | 3       |
| بدون قرار    | 2      | 2       |

## وصلات خارجية
- يانسي ميديروس على موقع يو إف سي (الإنجليزية)
- يانسي ميديروس على موقع شيردوغ (الإنجليزية)
- يانسي ميديروس على موقع Tapology.com (الإنجليزية)
- يانسي ميديروس على موقع IMDb (الإنجليزية)
- يانسي ميديروس على موقع قاعدة بيانات الفيلم (الإنجليزية)